# رافع بن المعلى
الصحابي رافع بن المعلى ، من الأنصار من بني حبيب بن عبد حارثة من الخزرج، شهد غزوة بدر ، واستشهد فيها ، قتله عكرمة بن أبي جهل.

## نسبه
- هو: رَافِع بن المُعَلِّى بن لَوْذان بن حارثة بن عَدِيّ بن زيد بن ثعلبة بن زيد مناة ابن حَبيب بن عبد حارثة بن مالك بن غَضْب بن جُشَم بن الخزرج،[2] رَوى الطبراني قال: «حدثنا محمد بن عبد الله الحضرمي، قال سمعت محمد بن عبد الله بن نمير يقول: أبو سعيد بن المعلى حدثني رجل من ولده اسمه رافع بن المعلى الأنصاري من بني خبيب بن عبد حارثة بن مالك»،[3]
- أمه: إدام بنت عوف بن مبذول بن عمرو بن غَنْم بن مازن بن النجّار.[4]
- أخوه هلال بن المعلى،[2] قال موسى بن عقبة: «شهد رافع بن المعلى وأخوه هلال بن المعلى بن لوذان بدرًا. وقيل: يكنى أبا سعيد، وقد زعم قوم أنه أبو سعيد بن المعلى الذي روى عن النبي ﷺ الحديث في أم القرآن أنه لم ينزل في التوراة ولا في الإنجيل مثلها. ومن قال: هذا فقد وهم، وليس رافع هذا ذلك، والله أعلم».[5]
- ليس له عقب.[4]

## إسلامه
أسلم ، آخى رسول الله بينه وبين صَفْوان بن بَيْضَاء، وشهدا جميعًا بدرًا وقُتِلا يومئذٍ، قتله عكرمة بن أبي جهل.